# دخترعموی من ریچل (فیلم ۲۰۱۷)
دخترعموی من راشل (انگلیسی: My Cousin Rachel) فیلمی انگلیسی-آمریکایی محصول سال ۲۰۱۷ در سبک ملودرام و داستان کارآگاهی به کارگردانی راجر میشل است که بر اساس رمانی به همین نام از دافنه دوموریه (۱۹۵۱) ساخته شده در ۹ ژوئن ۲۰۱۷ توسط فاکس سرچلایت پیکچرز اکران شد. راشل وایس، سم کلفلین، ایان گلن و هالیدی گرینجر در آن نقش آفرینی کرده‌اند. این فیلم دومین اقتباس سینمایی از رمان دختر عموی من ریچل پس از دختر عموی من ریچل (۱۹۵۲) است.
دختر عموی من ریچل با نظر مثبت منتقدان همراه بود و توانست جایزه تریلر طلایی بهترین فیلم عاشقانه را از آن خود کند.

## داستان
یک مرد انگلیسی جوان برای انتقام‌گیری از دخترعموی مرموزش که محافظ وی را به قتل رسانده‌است، به پا می‌خیزد. اما احساساتش رفته رفته نسبت به دخترعمویش پیچیده شده و مجذوب او می‌شود.

## بازیگران
- ریچل وایس در نقش راشل اشلی
- سم کلفلین در نقش فلیپ
- ایان گلن در نقش نیک کندال
- هالیدی گرینجر در نقش لوئیز کندال
- اندرو نات در نقش جاشوا
- سایمون راسل بیل در نقش کوچ
- پیرفرانچسکو فاوینو در نقش انریکه
- ویکی پپرداین